# Reiko Chiba
Reiko Chiba  (千葉 麗子?, Chiba Reiko) (Fukushima, 8 gennaio 1975) è un'attrice, doppiatrice e cantante giapponese.

## Biografia
Reiko Chiba è nata nella prefettura di Fukushima e cresciuta nella prefettura di Osaka. Ha iniziato la sua carriera come modella nel 1991 prima di esordire come attrice nella serie super sentai del 1992 Kyōryū sentai Zyuranger come Mei/Ptera Ranger. La serie è stata poi adattata nella versione americana con il nome Mighty Morphin Power Rangers, dove l'attrice Amy Jo Johnson interpretava il suo personaggio, Kimberly Hart/Pink Ranger. Dopo la fine della serie, Chiba ha fatto il suo debutto nella musica J-pop il 7 aprile 1993 come membro dell'Aurora Gonin Musume.
Ha anche recitato in un cameo come se stessa nel film anime Fatal Fury: The Motion Picture, ha interpretato la voce di Cham Cham nella serie di videogiochi Samurai Shodown e ha avuto un posto nel programma radiofonico notturno Akihabara Young Denkikan. 
Si è ritirata dall'industria dell'intrattenimento nel 1995. Tuttavia in seguito ha fatto diverse apparizioni pubbliche alle convention di fumetti e anime negli Stati Uniti per aiutare a promuovere l'uscita ufficiale negli Stati Uniti di Zyuranger su DVD.

## Vita privata
Quando sposò Tetsuhito Kirihara nel 1998, il suo nome legale divenne Reiko Kirihara (桐原 麗子, Kirihara Reiko). Tuttavia lei continua ad essere conosciuta con il suo nome da nubile o "Chibarei" negli affari e in altri contesti pubblici. Dal suo matrimonio, ha avuto un figlio nel 1999. Attualmente è attiva come istruttrice di yoga certificata, insegna lezioni di yoga e pubblica una serie di libri e video didattici.
Continua anche a posare per pubblicazioni come Weekly Playboy. Chiba è anche il volto pubblico della società Cherrybabe, Inc..
Nel 2011, Chiba ha parlato di anni di depressione duratura ed è diventata sostenitrice di Kokoro no Mimi (こころの耳?), il sito web del portale di salute mentale del Ministero della salute, del lavoro e del welfare.
A causa delle arti marziali, l'attrice e super modella è ritenuta "figlia d'arte" dell'attore Sonny Chiba, ma non c'è nessuna parentela tra i due.

## Filmografia

### Cinema
- Fatal Fury: The Motion Picture (1994)

### Televisione
- Kyōryū Sentai Zyuranger (1992–1993)
  - Mighty Morphin Power Rangers  (Kimberly Ann Hart/Pink Ranger, filmati presi dalla serie originale Kyōryū Sentai Zyuranger)
- Hitotsu Yane no Shita (1993)
- Minami-kun no Koibito (1993)
- Samurai Shodown: The Motion Picture (1993)
- Ninja Sentai Kakuranger - episodio 25 (1994)

## Doppiaggio

### Film
- Samurai Shodown - Apocalisse a Edo - Nakoruru
- Super Sentai World - Ptera
- Zyuden Sentai Kyoryuger vse. Go-Busters: The Great Dinosaur Battle! Farewell Our Eternal Friends - Ptera

### Anime
- Wild 7 - Iko

### Videogiochi
- Samurai Shodown II - Cham Cham
- Samurai Shodown IV: Amakusa's Revenge - Cham Cham
- The King of Fighters EX: Neo Blood - Moe Habana
- The King of Fighters EX2: Howling Blood - Moe Habana